# Cardiophorus argiolus
Cardiophorus argiolus is een keversoort uit de familie kniptorren (Elateridae). De wetenschappelijke naam van de soort is voor het eerst geldig gepubliceerd in 1836 door Gené.